# أندرو فيشر
كان آندرو فيشر (بالإنجليزية: Andrew Fisher) (29 أغسطس 1862 – 22 أكتوبر 1928) سياسيًا أستراليًا شغل لثلاث فترات منصب رئيس وزراء أستراليا – منذ عام 1908 حتى عام 1909، ومنذ عام 1910 حتى عام 1913، ومنذ عام 1914 حتى عام 1915. كان فيشر زعيم حزب العمال الأسترالي منذ عام 1907 حتى عام 1915.
وُلد فيشر في كروسهاوس، آيرشاير، في اسكتلندا. ترك المدرسة في سن مبكرة للعمل في مناجم الفحم المجاورة، ليصبح أمينًا عامًا للفرع المحلي لاتحاد عمال مناجم آيرشاير في سن الـ 17. هاجر فيشر إلى أستراليا عام 1885، حيث واصل انخراطه بالنقابات العمالية. استقر في غيمبي، كوينزلاند، وفي عام 1893 انتُخب عضوًا في الجمعية التشريعية لولاية كوينزلاند كممثل عن حزب العمال. فقد فيشر مقعده في عام 1896، لكنه عاد في عام 1899 وشغل في وقت لاحق من ذلك العام منصب وزير في حكومة أندرسون داوسون.
في عام 1901، انتُخب فيشر عضوًا في البرلمان الفيدرالي الجديد ليمثل التقسيم الانتخابي لوايد باي. شغل منصب وزير التجارة والجمارك لبضعة أشهر في عام 1904، في حكومة كريس واتسون القصيرة الأجل. انتُخب فيشر نائبًا لزعيم حزب العمال في عام 1905، وحل محل واتسون في منصب الزعامة في عام 1907. في تلك الآونة، دعم حزب العمال حكومة أقلية حزب الحماية بقيادة ألفريد ديكين. استقال ديكين من منصب رئيس الوزراء في نوفمبر 1908 بعد أن سحب حزب العمال دعمه، وشكل فيشر بعد ذلك حكومة أقلية خاصة به. استمرت الحكومة لبعضة أشهر فقط، إذ عاد ديكين في يونيو من عام 1909 كرئيس للوزراء على رأس حزب الكومنولث الليبرالي الجديد (الذي كان نتيجة اندماج الحمائيين والحزب المناهض للاشتراكية).
عاد فيشر كرئيس للوزراء بعد انتخابات عام 1910، والتي شهدت حصول حزب العمال على حكومة أغلبية لأول مرة في تاريخه. أقرت حكومة فيشر الثانية إصلاحات واسعة النطاق، فقد منحت معاشات تقاعدية للشيخوخة والعجز، وكرست حقوق العمال الجديدة في التشريعات وأنشأت بنك الكومنولث وأشرفت على التوسع المستمر للبحرية الملكية الأسترالية وبدأت البناء على السكك الحديدية العابرة لأستراليا، وأنشأت رسميًا ما يُعرف الآن بإقليم العاصمة الأسترالية. وعلى الرغم من ذلك، خسر حزب العمال في انتخابات عام 1913 أغلبيته في مجلس النواب بفارق ضئيل لصالح الحزب الليبرالي، مع حلول جوزيف كوك محل فيشر في منصب رئيس الوزراء.
بعد مرور ما يزيد بقليل عن عام على توليه منصبه، اضطر كوك للدعوة إلى انتخابات جديدة، الأمر الذي كان أول حل مزدوج. استعاد حزب العمال أغلبيته في مجلس النواب، وعاد فيشر لفترة ثالثة كرئيس للوزراء. خلال الحملة الانتخابية، أعرب في إعلان شهير أن أستراليا ستدافع عن بريطانيا «حتى آخر رجل وحتى آخر شلن». وعلى الرغم من ذلك، واجه صراعًا ضد مطالب مشاركة أستراليا في الحرب العالمية الأولى وفي أكتوبر 1915 استقال لصالح بيلي هيوز. وافق فيشر لاحقًا على تعيينه كمفوض سام إلى المملكة المتحدة، واحتفظ بذلك المنصب منذ عام 1916 حتى عام 1920. بعد عودة قصيرة إلى أستراليا، تقاعد إلى لندن، وتوفي هناك عن عمر يناهز 66 عامًا. إجمالًا، شغل فيشر منصب رئيس الوزراء لمدة تقل عن خمس سنوات، كان بوب هوك العضو الوحيد في حزب العمال الذي شغل المنصب لمدة أطول (ثماني سنوات).

## نشأته

### الولادة والخلفية الأسرية
وُلد فيشر في 29 أغسطس 1862 في كروسهاوس، وهي قرية لاستخراج المعادن تقع على بعد ميلين (3.2 كم) غرب كليمارنوك، آيرشاير، اسكتلندا. كان فيشر الثاني من بين ثمانية أولاد وُلدوا لجين (الكنية قبل الزواج غارفن أو غارفين) وروبيرت فيشر، وكان لديه شقيق يكبره سنًا، وأربعة أشقاء وشقيقتان يصغرونه سنًا. توفيت أخته الصغرى عن عمر يناهز العاشرة عام 1879، وهي الوحيدة من بين الأشقاء الذين لم يعيشوا حتى مرحلة البلوغ. كانت والدة فيشر ابنة حداد وعملت كخادمة منزلية. من جهة والده، انحدر فيشر من سلاسة طويلة من عمال مناجم الفحم في آيرشاير. وفقًا للتقاليد العائلية، تعرض جده لأبيه للاضطهاد بسبب مشاركته في الحركة النقابية الوليدة، وفي إحدى المرات تُرك بلا مأوى مع خمسة أطفال صغار. على الرغم من أنه نال تعليمًا جزئيًا فقط، كان والد فيشر شخصية بارزة في المجتمع المحلي وشارك في العديد من المنظمات المجتمعية. كان فيشر زعيمًا لحركة الاعتدال، وفي عام 1863، كان واحدًا من عشرة عمال مناجم شاركوا في تأسيس المجتمع التعاوني. كان فيشر وعائلته أعضاء نشطين في كنيسة اسكتلندا الحرة.

### الطفولة
أمضى فيشر معظم طفولته في شارع عمال المناجم، الذي كان يحتوي على أرضية ترابية دون مياه جارية. تعرض لركلة من بقرة في رأسه حين كان طفلًا صغيرًا، مما تركه إلى حد كبير أصم في إحدى أذنيه. من المحتمل أن الإصابة ساهمت في إعاقة كلامية في مرحلة الطفولة وطبيعته المتحفظة كشخص بالغ. حين كان صبيًا، كان فيشر وأشقاؤه يصطادون في مياه كارمل، أحد روافد نهر إيرفين، واستمتعوا بالمشي لمسافات طويلة في الريف. كان فيشر رياضيًا، ساعد في تشكيل فريق محلي لكرة القدم، وكان طوله يبلغ 178 سم (5 أقدام و10 إنشات) كشخص بالغ، أعلى من المتوسط في تلك الآونة. في وقت لاحق من حياته، يذكر فيشر أنه التحق بأربع مدارس حين كان صبيًا. التفاصيل الدقيقة غير مؤكدة، ولكن يُعرف عنه أنه أنهى مرحلته المدرسية في كروسهاوس وأنه التحق بمدرسة في ديرغهورن المجاورة لفترة من الوقت. كانت مستوى التعليم العام في اسكتلندا مرتفعًا نسبيًا في ذلك الوقت، وكان مدير مدرسته في كروسهاوس قد تلقى تدريبًا رسميًا في إدنبرة. كان التركيز الأساسي للمنهاج الدراسي ينصب على القراءة والكتابة والحسابيات. استكمل فيشر في وقت لاحق تعليمه الرسمي المحدود بالالتحاق بمدرسة ليلية في كليمارنوك والقراءة في مكتبة المدينة.
ليس هناك معلومات مؤكدة حول العمر الذي ترك فيه فيشر المدرسة بالضبط، لكنه من المحتمل أن يكون في التاسعة من عمره أو في الثالثة عشرة من عمره. ويُعتقد أنه بدأ حياته العملية كعامل بوابة تهوية، يفتح ويغلق الأبواب التي تسمح بتهوية الفحم ونقله. عُين فيشر في ما بعد مسؤولًا عن خيول المناجم، وأخذ مكانه في النهاية في تأدية «عمل الانتقاء والجرف» على سطح الفحم. حين كان فيشر يبلغ من العمر 16 عامًا، نال ترقية إلى مشغل مضخة هواء، الامر الذي تطلب تدريبًا إضافيًا وكان يُنظر إليه على أنه منصب ذو مكانة مرموقة نسبيًا. عانى والد فيشر من مرض الرئة السوداء، وتوقف عن التعدين في نفس الوقت الذي بدأ فيه أبناؤه الأكبر العمل. بعد ذلك أصبح مديرًا لمتجر المواد الغذائية في التعاونية المحلية، وانتقلت العائلة من شارع عمال المناجم. عاشوا لاحقًا في كيلمورس لفترة، إلا أنهم عادوا في النهاية إلى كروسهاوس واستأجروا مزرعة صغيرة. عمل والد فيشر بعد ذلك كبستاني وكنحال، مضيفًا إلى دخله عملًا محدد الأجرة سلفًا لإصلاح الآلات في المناجم المحلية. توفي فيشر في عام 1887 بمرض في الرئة عن عمر يناهز 53 عامًا.